# Altes Brauhaus Dudeldorf
Das alte Brauhaus ist ein denkmalgeschütztes Profangebäude in der Herrengasse von Dudeldorf, einer Ortsgemeinde im Eifelkreis Bitburg-Prüm (Rheinland-Pfalz). Bei dem dreigeschossigen Ensemble handelt es sich zum einen um einen um 1700 errichteten Eckbau mit Mansarddach, der Mitte des 18. Jahrhunderts umgebaut – und dabei wohl auch aufgestockt – wurde. Ein vermutlich Mitte des 18. Jahrhunderts hin zur Kirchstraße errichteter zweiachsiger Bau vervollständigt das Hausensemble.

## Geschichte

Chronik des Gasthofs, 1990

Das Haus wurde nahe der Burg Dudeldorf und in unmittelbarer Nähe der Kath. Pfarrkirche St. Maria Königin erbaut. 1794 wurde der Gutsbesitzer Jakob Gohs als Wirt und Gasthalter urkundlich erwähnt. Bis heute ist der Name „Gohs“ als Hausname im Volksmund geläufig. 1806 heiratete der Rotgerber Robert München Anna Caroline Gohs, die Tochter des Wirtes. 1836 ehelichte der Bierbrauer Wilhelm Josef Servatius die Tochter jener Eheleute und gründete die Brauerei Servatius. Er belieferte die Gasthäuser der umliegenden Ortschaften mit Bier. Noch heute ist im Haus ein in Stein geschlagener Braukeller vorzufinden, der heute als Weinkeller genutzt wird.
1860 starb Wilhelm Josef Servatius und sein Sohn Wilhelm Philipp Servatius führte die Brauerei weiter. Nach dessen Tod im Jahr 1884 wurde der Braubetrieb eingestellt. Seit 1879 bezog das Haus Servatius Bier von der Brauerei Theobald Simon in Bitburg. Einer der Vorfahren der Familie Simon, die die heute deutschlandweit bekannte Bitburger Brauerei prägte, lernte das Brauhandwerk bei Servatius.
1909 stand der Getreidespeicher des Hauses beim Neubau der Dudeldorfer Pfarrkirche „Mariä Himmelfahrt“ als Notkirche zur Verfügung. 1911 übernahm Edmund Servatius mit seiner Frau Elisabeth Fabry den Gasthof mit der dazugehörenden Landwirtschaft. 1917 wurde der Sohn Alois Karl Servatius geboren. Im Zweiten Weltkrieg diente der in Stein geschlagene Keller als Luftschutzkeller für mehr als 120 Menschen. 1954 legte Alois Servatius mit seiner Frau Magda Pallien den Grundstein zur heutigen Form. Während der 1950er und 1960er Jahre wurde das Haus zum Treff- und Festpunkt in Dudeldorf und dessen Umgebung. 1976 wurde das Haus unter Berücksichtigung der alt gewohnten Bausubstanz modernisiert und umgebaut. 1980 wurde das „Alte Brauhaus Servatius“ in die Gruppe der Romantik-Hotels aufgenommen. Im Jahr 1990 übernahm Sohn Rudolf Servatius das Hotel und kaufte das Grundstück des Pfarrgartens zu seinem Gartengrundstück hinzu. Im Jahr 2004 wurde der Betrieb eingestellt. 2006 kaufte eine holländische Familie das Herrenhaus und nahm den Hotelbetrieb wieder auf. Das „Alte Brauhaus“ ist seitdem nicht mehr in Familienbesitz.